# Modulația cu bandă laterală unică
Modulația în bandă laterală unică (SSB - Single Sideband Modulation) este o tehnică de modulație utilizată în comunicațiile radio pentru a transmite informația printr-o singură bandă laterală a undei purtătoare, eliminând unda purtătoare⁠(d) și cealaltă bandă laterală. Aceasta este o formă eficientă de modulație care reduce lățimea de bandă necesară și crește eficiența puterii.

## Istoric
Modulația SSB a fost dezvoltată în prima jumătate a secolului 20, având o importanță deosebită în comunicațiile militare⁠(d) și comerciale. Dezvoltarea acestei tehnologii a început în anii 1910 și a fost perfecționată în anii 1920 și 1930. Primele utilizări semnificative ale SSB au fost în comunicațiile telefonice pe cabluri submarine⁠(d) și în comunicațiile radio de lungă distanță.

## Principiu de funcționare
SSB funcționează prin eliminarea uneia dintre benzile laterale și a undei purtătoare dintr-un semnal AM (modulație de amplitudine). Acest lucru se realizează prin utilizarea de filtre sau metode de modulație speciale care separă și elimină componentele nedorite ale semnalului. Astfel, în loc să transmită întreaga putere a semnalului într-o bandă largă, SSB concentrează puterea într-o singură bandă laterală.

## Tipuri de SSB
Există mai multe variante de SSB:
- SSB cu bandă laterală inferioară (LSB - Lower Sideband): Utilizează banda laterală inferioară și elimină banda laterală superioară și unda purtătoare.
- SSB cu bandă laterală superioară (USB - Upper Sideband): Utilizează banda laterală superioară și elimină banda laterală inferioară și unda purtătoare.

## Avantaje
- Eficiența lățimii de bandă: SSB utilizează aproximativ jumătate din lățimea de bandă a unui semnal AM echivalent, permițând utilizarea mai eficientă a spectrului radio.
- Eficiența puterii: Puterea este concentrată într-o singură bandă laterală, făcând transmiterea mai eficientă și permițând semnalelor să călătorească distanțe mai mari fără a necesita creșterea puterii emițătorului.
- Claritatea semnalului: Reducerea interferențelor și a zgomotului de fundal datorită eliminării undei purtătoare și a uneia dintre benzile laterale, îmbunătățind astfel calitatea comunicațiilor.

## Dezavantaje
- Complexitatea receptorului: Receptoarele SSB sunt mai complexe și necesită un oscilator local precis pentru a recrea unda purtătoare lipsă, ceea ce poate duce la costuri mai mari de fabricație și întreținere.
- Calitatea sunetului: În unele cazuri, semnalele SSB pot fi percepute ca având o calitate a sunetului inferioară comparativ cu semnalele AM, în special dacă receptorul nu este bine calibrat.

## Utilizări
- Radioamatori: SSB este foarte popular în rândul radioamatorilor pentru comunicațiile de lungă distanță datorită eficienței sale și a capacității de a transmite semnale clare pe distanțe mari.
- Comunicații maritime și aeronautice: Folosit pe scară largă pentru comunicațiile de voce de lungă distanță, unde fiabilitatea și claritatea semnalului sunt cruciale.
- Aplicații militare: SSB este folosit în comunicațiile militare datorită eficienței sale și a dificultății de a fi interceptat și demodulat fără echipamente specializate.

## Concluzie
Modulația în bandă laterală unică (SSB) este o tehnologie esențială în domeniul comunicațiilor radio, oferind avantaje semnificative în ceea ce privește eficiența lățimii de bandă și a puterii. Deși implică o complexitate mai mare a echipamentelor, beneficiile oferite fac din SSB o alegere populară în multe aplicații de comunicații. Utilizarea sa extinsă în radioamatorism, comunicațiile maritime și aeronautice, precum și în aplicațiile militare, subliniază importanța și versatilitatea acestei tehnologii.